# Монтесума I
Монтесума I (на языке науатль — Моктесума, Мотекусома или Мотекухсома — «Гневающийся, как господин») Илуикамина («Тот, который пускает в небо стрелы») или Уэуэ («Старший») (около 1398—1469) — верховный правитель ацтеков (уэй-тлатоани — «Великий Оратор»), правивший с 1440 по 1469 год. Значительно расширил подвластную ацтекам территорию, дойдя на востоке до побережья Мексиканского залива. Заложил основы сакрализации личности уэй-тлатоани ацтеков.

## Происхождение
Согласно данным «кодекса Мендоса» и «кодекса Чимальпопоки», Монтесума был сыном тлатоани ацтеков Уитцилиуитля (1395—1414), внуком тлатоани Акамапичтли и племянником тлатоани Ицкоатля. Его матерью была принцесса Миауашиуитль, дочь Осомацинтекутли, правителя Куаунауака. Рождение Монтесумы Диего Дуран в своей «Истории Индий Новой Испании» относит к 1398 году.
Согласно преданию, записанному в «хронике Мешикайотль» Эрнандо де Альварадо Тесосомока, Осомацинтекутли мог превращаться в животных и был крайне подозрителен. Не желая выдавать дочь за посватовавшегося к ней Уитцилиуитля, он окружил её охраной из пауков, сороконожек, ядовитых змей, летучих мышей и скорпионов. В ту же ночь Уитцилиуитлю во сне явился бог Тескатлипока и велел выстрелить в сторону дворца Миауашиуитль из лука, прикрепив к наконечнику стрелы камень жадеита (или нефрита). Бог обещал направить полёт стрелы, чтобы она попала точно к ногам Миуашиуитль. Уитцилиуитль сделал так, как посоветовал Тескатлипока, и Миуашиуитль получила стрелу с драгоценным камнем. Удивившись такому подарку, девушка из любопытства попробовала камень на вкус, в результате чего камень чудесным образом сам вошёл в её лоно, и Миуашиуитль забеременела Монтесумой. Эпизод зачатия сына в результате проглатывания драгоценного камня аналогичен мифическим преданиям о появлении на свет двух важнейших божеств Месоамерики — Кецалькоатля и Уицилопочтли.

## Внешняя и внутренняя политика

### Воцарение. Внешняя политика

Территории, присоединённые к державе ацтеков при Монтесуме I (коричневый)

После смерти отца в 1414 году Монтесума, вероятно, заявил свои претензии на должность тлатоани Теночтитлана, однако ацтеки предпочли избрать своим предводителем его сводного брата Чимальпопоку, сына дочери Тесосомока, могущественного тлатоани Аскапоцалько. После гибели Чимальпопоки и его сына в 1428 году Монтесума должен был быть избран новым тлатоани, однако, если верить сведениям «кодекса Чимальпопоки», отказался от этой должности в пользу своего воинственного дяди Ицкоатля, а взамен получил от него должность тлакатеккатля (главнокомандующего армией). Будучи одним из ближайших соратников Ицкоатля, Монтесума участвовал в его победоносной войне за независимость ацтеков от Аскапоцалько, участвовал в создании Тройственного союза между Теночтитланом, Тлакопаном и Тескоко и вошёл в состав его высшего Совета четырёх. Однако определённые трения между Ицкоатлем и Монтесумой, видимо, происходили: в «хронике Мешикайотль» Альварадо Тесосомока сохранились некоторые упоминания о том, что около 1437 года Монтесума был заключён в тюрьму, откуда ему вскоре удалось освободиться.
Монтесума I был избран тлатоани Теночтитлана после смерти Ицкоатля в 1440 году (по данным «Мексиканского кодекса № 23—24», в 1441 году) и продолжил его политику военной экспансии в соседние области, значительно расширив государство ацтеков. Около 1446 года Монтесума начал военные действия против конфедерации Чалько — Амакемекан, контролировавшей доступ к долине Пуэбла и к побережью Мексиканского залива. Война была длительной и кровопролитной и завершилась полной победой войск Монтесумы. Он завершил подчинение ацтекам других индейских племён Центральной Мексики и возглавил союз этих племён с центром в городе Теночтитлан (современный Мехико).
В ходе войны Чалько против Тройственного союза поднял восстание стратегически важный для ацтеков город Тепеака, о чём сообщают Диего Дуран и Альварадо Тесосомок. Многие торговцы из Теночтитлана и Тескоко, находившиеся в тот момент в Тепеаке, были убиты, а их тела выброшены на съедение диким зверям. К мятежу против ацтеков вскоре присоединились города Куаутинчан, Теккали и Акацинко. Однако Монтесума вскоре подавил это восстание и сурово покарал взбунтовавшиеся города: они были частично разрушены, размер взимавшейся с них дани был удвоен, а вожди и знать города Тепеаки прибыли к Монтесуме и исполнили перед ним традиционный обряд «поедания земли», которым подтвердили свою покорность Теночтитлану.

### Строительная деятельность и разведение садов
Помимо внешних завоеваний Монтесума известен своей строительной деятельностью. При нём был построен двухстоковый каменный акведук для снабжения Теночтитлана питьевой водой из источника у холма Чапультепек. После того как в 1440 году Теночтитлан был почти разрушен наводнением, в 1449 году была возведена дамба, тянувшаяся на расстояние 10 миль от Ацакоалько на севере до Истапалапана на юге, массивные останки которой сохранились до наших дней. Дамба была построена по совету и при деятельном участии тлатоани Несауалькойотля для защиты города от регулярных наводнений, случавшихся в сезон дождей от разлива рек, впадавших в озёра Тескоко и Хочимилько. Завоевав Оастепек, Монтесума приказал устроить там своего рода ботанический сад, в котором были бы представлены все виды тропических растений. Во все края государства были направлены гонцы за цветущими кустарниками, которые выкапывали с корнями, оборачивали циновками и отправляли в Оастепек.

### Стихийные бедствия
В первой половине правления Монтесумы страна ацтеков подверглась различным бедствиям. Согласно «Мексиканскому кодексу № 23—24», в 1446 году случилось нашествие саранчи. По данным «Истории Индий Новой Испании» Диего Дурана, «Истории народа чичимеков» Фернандо Иштлильшочитля и «анналов Тлателолько», в 1449 году среди животных и озёрных рыб разразилась смертоносная эпизоотия, а в 1450 году прошёл столь обильный снегопад, что под тяжестью выпавшего снега рушились жилища и ломались деревья. Холода и заморозки, уничтожавшие посевы, свирепствовали три года, кроме того, в последний из этих трёх лет произошло землетрясение, которое разрушило чинампы и ирригационные сооружения. После этого, в 1454 году началась «великая засуха». В результате всех этих событий в 1450—1454 годах в государстве ацтеков продолжался страшный голод. Монтесума и другие тлатоани Тройственного союза начали раздачу пищи голодающим из государственных продовольственных запасов и временно освободили подданных от сбора дани, однако запасов хватило только на один год, после чего ацтеки начали эмигрировать или продавать за маис себя и своих детей в рабство тотонакам, обитавшим на побережье залива в районе современных мексиканских штатов Веракрус, Пуэбла и Табаско, где голода не было. Однако этот способ спасения от смерти оказался обманчивым, так как тотонаки, опасаясь прихода неурожая и голода, приносили их в жертву своим богам. В свою очередь, жрецы ацтеков, желая умилостивить богов, также прибегали к регулярным человеческим жертвоприношениям. Наконец, в 1455 году прошли обильные дожди, был собран хороший урожай и голод отступил.

### Создание империи и смерть

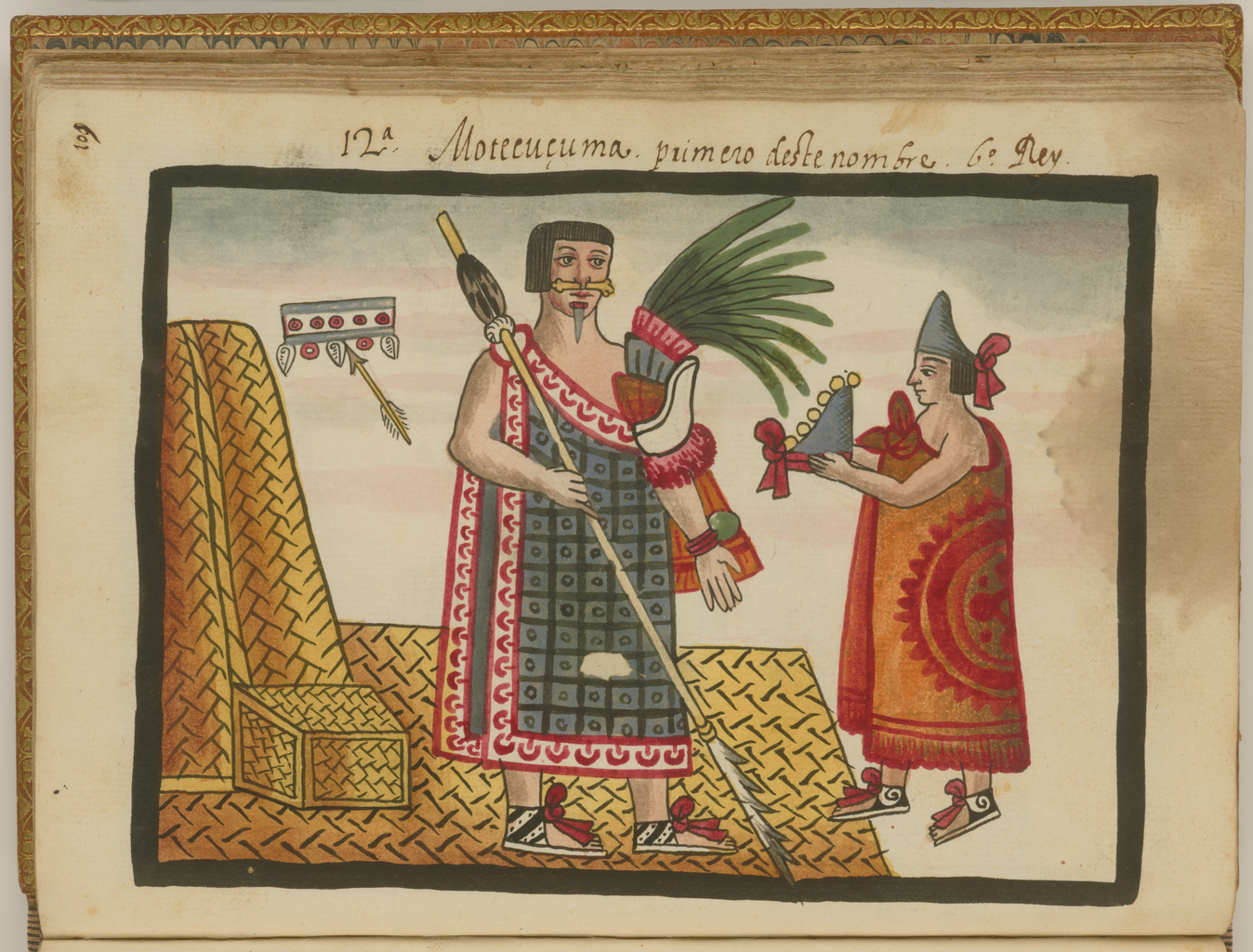
Коронация Монтесумы в изображении из Кодекса Тобара

Одержав убедительную победу над уастеками в 1455 году, Монтесума I обратил свой взор на земли тотонаков, о чём повествуют в своих трудах Диего Дуран и Альварадо Тесосомок. Послы Монтесумы прибыли в город Семпоала, один из главных политико-экономических центров тотонаков, и от лица уэй-тлатоани ацтеков потребовали наладить в Теночтитлан для культовых целей поставки морских раковин, панцирей черепах и других даров моря. По совету тлашкальтеков тотонаки убили ацтекских послов, однако двое из них спаслись и сообщили о произошедшем Монтесуме. Выступив в поход, Монтесума в жестоком сражении разбил войска тотонаков, захватил множество воинов в плен и наложил на тотонаков тяжкую дань. Правителем покорённой области тотонаков Монтесума и Тлакаэлель поставили своего родственника принца Пинотля, который, помимо прочего, контролировал сбор дани и отправку её в Теночтитлан. Пленные тотонаки были принесены в жертву в ацтекских храмах.
Как только было заключено соглашение о ведении «цветочных войн» с городами-государствами долины Пуэбло, которые отныне получили общее название «враги дома», Монтесума принялся окружать их с разных сторон. Вначале он захватил Тлатлаукитепек, Точпан и Куэчтлан, отрезав тем самым выход из долины Пуэбло на северо-восток. Около 1457 года Монтесума начал экспансию на юг, в страну миштеков (Миштекапан), в район современного мексиканского штата Оахака, используя междоусобные конфликты между местными племенами. Рассчитывая запугать ацтеков, правитель города Коаиштлауака, одного из крупнейших торговых городов-государств Миштекапана, приказал убить всех ацтекских купцов, что дало Монтесуме лишь дополнительный повод для вторжения. Для захвата Коаиштлауаки Тройственный союз направил огромную по тем временам армию: по данным Диего Дурана, она состояла из 20 тыс. воинов и 5 тыс. носильщиков, а согласно Тесосомоку — 200 тыс. и 100 тыс. соответственно (что представляется весьма маловероятным). Ацтеки одержали победу, Коаиштлауака была захвачена, на неё была наложена суровая дань, а для контроля её уплаты был поставлен специальный чиновник. Многочисленные пленённые в бою миштеки были отправлены в Теночтитлан, где впоследствии принесены в жертву ацтекским богам. После этого войска ацтеков завоевали другие территории южнее и юго-восточнее Тлашкалы, в 1466 году покорив города Тепейака, Ауилисапан (Орисаба) и Куэтлаштлан (Коташтла), после чего «враги дома» оказались со всех сторон окружены территориями ацтеков. В конце похода войска Монтесумы и его союзников вышли к побережью залива южнее современного города Веракрус. Ацтеки впервые за свою историю достигли берегов обоих океанов и получили возможность требовать дань с этих областей. Если верить источникам, при Монтесуме I было завоевано «25 городов» и «33 народа».
Расширение территории ацтекской империи привело Монтесуму к необходимости постоянного подавления мятежей недовольных огромными размерами дани покорённых племён, которые случались в каждый период сбора налогов. Вскоре после победы над миштеками вспыхнуло восстание тотонаков в области Куэтлаштла и соседних районах. Если верить данным Дурана и Тесосомока, тотонаки удушили ацтекских сборщиков налогов дымом от подожжённого перца, затем извлекли им кишки через спину и обмотали через шеи трупов. После этого они нарядили мёртвых ацтеков в богатые одеяния и усадили за накрытый стол. Вволю наглумившись над убитыми, тотонаки выбросили их тела диким зверям и птицам. Когда войска ацтеков подступили к Куэтлаштле, зачинщики мятежа попытались укрыться в пещерах, однако были выданы рядовыми жителями-тотонаками, после чего здесь была оставлена ацтекская администрация. После этого началось восстание миштеков в Оахаке. Расправа Монтесумы над восставшими в Оахаке была столь жестокой, что привела к значительным опустошениям этой плодородной области. По совету Тлакаэлеля, в Оахак были массово переселены целые семьи колонистов из различных районов Ацтекской империи. После усмирения миштеков Тройственному союзу ацтеков удалось после долгих лет упорной борьбы в 1463 или 1465 году покорить военный союз Чалько — Амекамекан и утвердить свой контроль над всей Мексиканской долиной. Согласно данным Чимальпаина, около 16 тыс. жителей Чалько — Амекамекана после этого эмигрировали в Уэшоцинко.
Согласно данным Иштлильшочитля, Дурана, Тесосомока и «кодекса Чимальпопоки», Монтесума I смертельно заболел и умер в 1469 году после 29 или 30 лет правления. Однако «анналы Тлателолько» относят его смерть к 1468 году. После совершения торжественного погребального ритуала тело Монтесумы было похоронено на территории его дворца. Позднее на месте его захоронения построил свою резиденцию Эрнан Кортес.

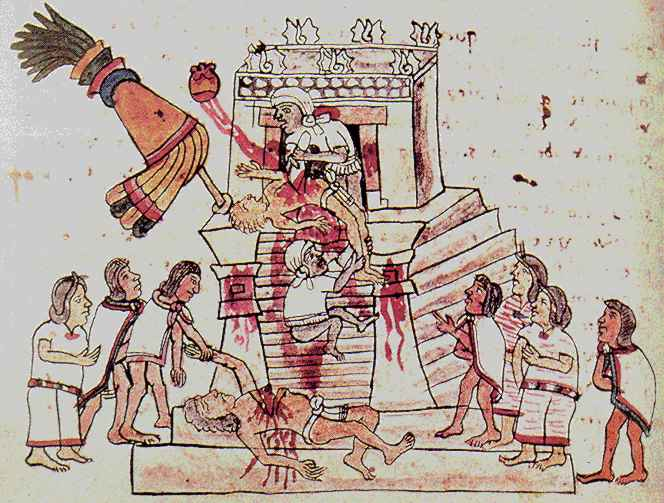
Человеческие жертвоприношения в ацтекском храме. Кодекс Мальябекки

## Религиозная политика
Монтесума начал масштабные работы по расширению храма Уицилопочтли, причём привлёк к реализации этого проекта соседние города Кольуакан, Куитлауак, Койоакан, Мишкик и Шочимилько, на которые была возложена обязанность поставлять для строительства камень и известь. Город Чалько отказался оказать помощь, что послужило одним из поводов для экспансии со стороны ацтеков. Строительные работы продолжались два года, и в 1455 году, после победы Монтесумы над уастеками, состоялось торжественное открытие нового величественного храма, возвышавшегося на пирамиде высотой в 120 ступеней. Пленные уастеки стали первыми жертвами, принесёнными богу Уицилопочтли в новом храме. По сообщениям Дурана и Тесосомока, человеческие жертвоприношения и различные ритуалы продолжались 20 дней.

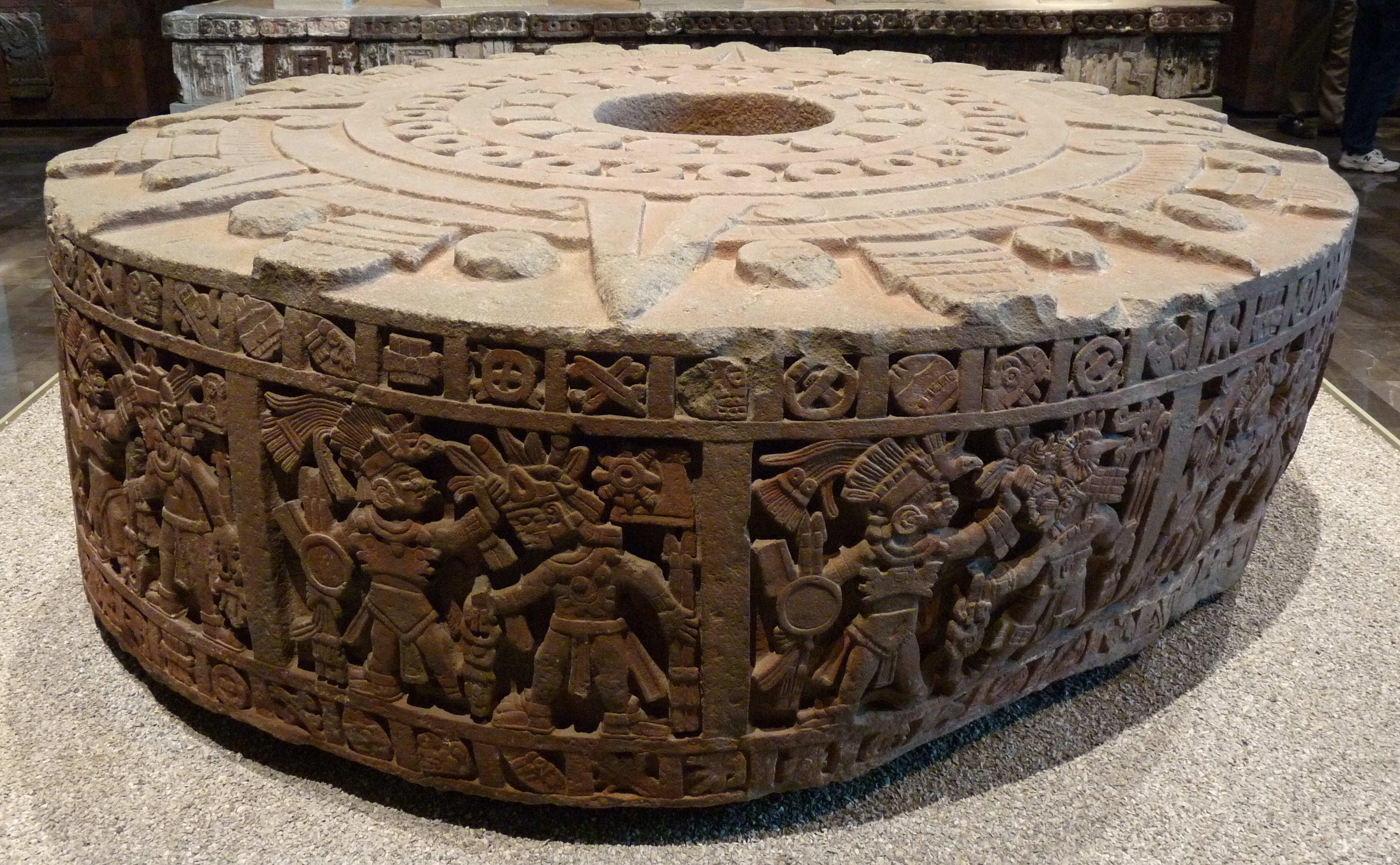
Темалакатль Монтесумы I. Национальный музей антропологии в Мехико

Поскольку в жертву ацтеки приносили в основном военнопленных, требовалось их постоянное поступление, для чего решено было начать регулярные ритуальные «цветочные войны» между городами Тройственного союза и городами долины Пуэбло — Тлашкала, Уэшоцинко и Чолула (ранее Чололлан). По одной из версий, идея «весёлой войны цветов» принадлежала сиуакоатлю Тлакаэлелю, брату тлатоани Монтесумы. Согласно одной из хроник, Тлакаэлель воспротивился намерениям брата принести пленных в жертву богу Уицилопочтли в храме, работы в котором ещё не были окончены. Чтобы боги получили источник регулярного поступления военнопленных для жертвоприношений, решено было организовать своеобразный «рынок съедобных воинов», каковым и стали «цветочные войны» с городами-государствами долины Пуэбло. Кровь воинов, пролитая в этих сражениях, также считалась принесённой в жертву богам Уицилопочтли и Тескатлипоке. В свою очередь, города долины Пуэбло («враги дома») участвовали в этих войнах для принесения жертв богу Камаштли.
После победы над миштеками Монтесума устроил великий праздник, для проведения которого по совету Тлакаэлеля приказал высечь большой темалакатль для человеческих жертвоприношений богу Уицилопочтли. Темалакатль водрузили на специальную платформу высотой в человеческий рост. Открывая празднование победы, Монтесума и Тлакаэлель лично при помощи нескольких жрецов принесли на темалакатле первые человеческие жертвы, вынув из их груди ещё живые сердца и преподнеся их богу солнца. Этот резной жертвенный камень в настоящее время хранится в Национальном музее антропологии в Мехико.

## Сакрализация власти и закрепление сословного неравенства
При Монтесуме I происходит сакрализация власти и персоны уэй-тлатоани, в основании чего лежал миф о чудесном зачатии самого Монтесумы. Согласно данным «кодекса Мендоса» и Диего Дурана, для поддержания своего божественного ореола Монтесумой был принят ряд законов, в соответствии с положениями которых, помимо прочего, всякий осмелившийся войти в императорский дворец в обуви отныне карался смертной казнью, а появление самого Монтесумы перед своими подданными допускалось только при крайней необходимости. При появлении на публике уэй-тлатоани почитался как бог. Сами изданные им законы именовались «искрами, вылетевшими из огня и посеянными в груди великого тлатоани Монтесумы». При Монтесуме в 60-е годы XV века возникла традиция увековечивания образа тлатоани и важнейших событий на холме Чапультепек. Сам Монтесума приказал высечь, кроме своего изображения, изображение своего брата и сподвижника Тлакаэлеля. Была введена и новая инаугурационная церемония — мотлатокапа («Омывание ног [в крови]»), во время которой каждый новый тлатоани начинал правление с человеческих жертвоприношений богу Уитсилопочтли.
Помимо законов, направленных на обожествление своей власти, Монтесума ввёл ряд норм, подчёркивающих сословные различия его подданных и закрепляющих привилегированное положение мешикской знати. В частности, согласно этим нормам, как свидетельствуют Диего Дуран и Альварадо Тесосомок, простолюдинам было запрещено носить одежду ниже колен, что стало исключительной привилегией знати. Человек, даже случайно вошедший в помещение, в которое ему запрещено было входить согласно его сословному положению или званию, а равно неправомерно присвоивший себе неполагавшиеся ему знаки отличия, карался смертной казнью.
Монтесума предпринял попытку возобновить контакты с прародиной ацтеков (мешиков) Ацтланом, направив туда в качестве своих посланников «нескольких волшебников и колдунов», которым было поручено отыскать мать бога-прародителя мешиков Уицилопочтли.

## Семья
У Монтесумы было несколько братьев. Старший сводный брат Чимальпопока возглавлял государство ацтеков в 1414—1428 годах. Другой — брат-близнец (по другим данным, сводный брат) Тлакаэлель — занимал при Монтесуме I вторую после уэй-тлатоани по значимости должность сиуакоатля (вице-король ацтеков и одновременно префект города Теночтитлана), после смерти брата Тлакаэлель отказался от трона и способствовал избранию верховным правителем Ашаякатля. Другой брат Монтесумы, Уэуэ Сакацин, занимал при нём должность тлакатеккатля (главнокомандующего армией) и был убит по приказу Монтесумы во время возведения дамбы (согласно «хронике Мешикайотль», Монтесуму возмутило, что брат не принимал участия в строительстве, а у всех на виду нарочито беззаботно веселился, пел и играл на барабане).
Согласно «анналам Тлателолько», «Третьему» и «Седьмому сообщениям» Чимальпаина, у Монтесумы I было двое законных сыновей, Икеуатцин (Икеуакатцин) и Мачималли, а также дочь Атотоцтли, вышедшая замуж за Тесосомока, сына Ицкоатля, и ставшая матерью трёх следующих уэй-тлатоани ацтеков. После смерти Монтесумы его преемником, в обход его законных сыновей, был избран его внук Ашаякатль, сын Атотоцтли и Тесосомока. Согласно «хронике Мешикайотль», Монтесума Илуикамина перед смертью сам назначил своим преемником Ашайякатля, самого младшего из своих внуков, именно потому, что тот успел отличиться на поле боя и захватил достаточное количество пленников. Сыновья Монтесумы вскоре подняли мятеж против Ашаякатля и воевали с ним в общей сложности 6 лет, пока оба не погибли (причём Икеуакатцин, согласно «анналам Тлателолько», был убит через 3 года после воцарения Ашаякатля).